# Повій звичайний
{{#ifeq:0|0|{{#if:|{{#if:Lyciumbarbarum|[[]}}|}}}}
Повій звичайний (Lycium barbarum L., 1753) — кущ роду повій родини пасльонових. Плоди (висушені, заморожені або перероблені іншим чином ягоди «ґо́джі») повію звичайного та деяких споріднених видів здавна використовувались як харчові, і в наш час комерційно вирощуються в Китаї. У китайській традиційній медицині використовуються як лікарські, хоча клінічні дослідження останніх років не виявили жодних клінічних підтверджень чи спростувань, за винятком виявлених у деяких партіях плодів слідів пестицидів, добрив та інших побічних продуктів промислового вирощування. 

## Назва
Поширені назви — (діал.) дереза, спиноза, повійка, лиція (ліція, люція). Остання походить від латинської назви рослини.

## Поширення

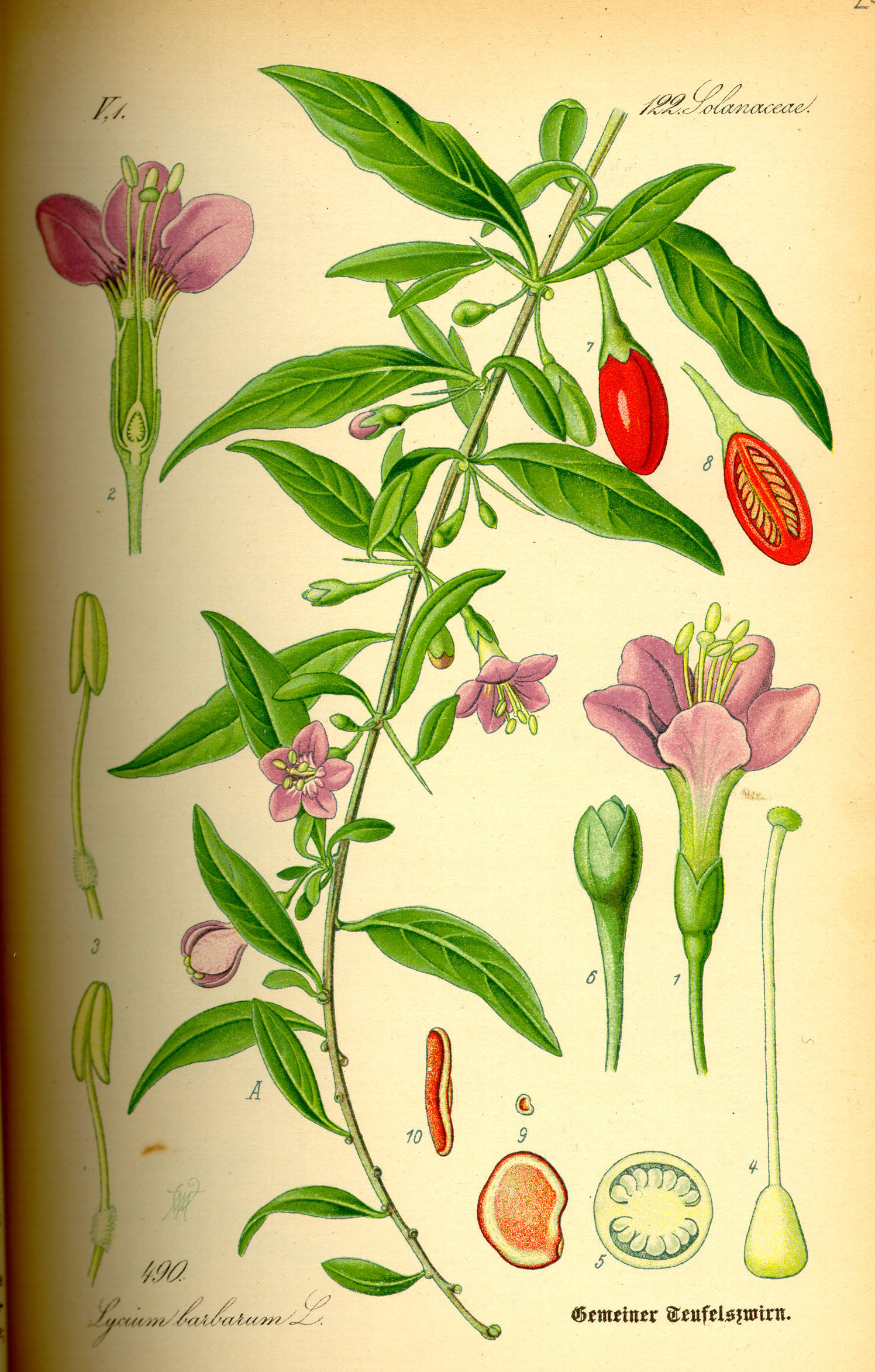
Сторінка з книжки Отто Томе Flora von Deutschland, Österreich und der Schweiz, 1885

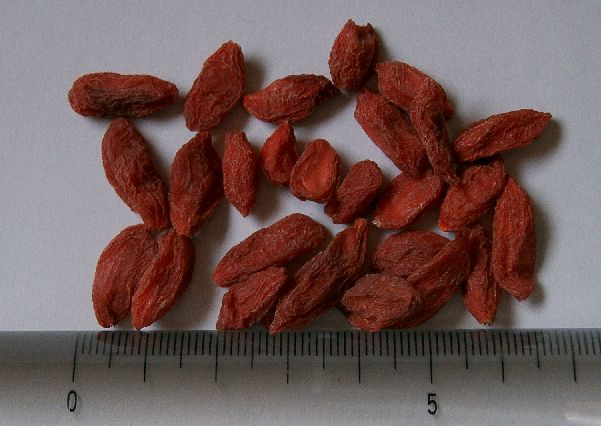
Висушені плоди повію звичайного

Батьківщина — Центральний Китай. Завезений в Україну, здичавів, поширений повсюди, крім високогір'я. На півдні Європи поширений інший, теплолюбний вид — повій європейський (Lycium europaeum), що походить з Малої Азії та розповсюдився ширше в середні віки.

## Медичне застосування
Плоди повію звичайного використовували протягом 2000 років у китайській традиційній медицині. Він входить до зборів, що посилюють статевий потяг. Медичні препарати з плодів повію використовують проти діабету та для зниження тиску через дію на судини та нервову систему. Має здатність зміцнювати зір, тонізувати нирки й печінку, зміцнювати імунітет. Було розроблено багато комерційних продуктів: крім традиційних сухих фруктів ще вино та інші напої, з молодого листя — чай. У 2006 році внутрішнє споживання в Китаї становило понад 30 000 тонн, а експорт — понад 4500 тонн з ринковою вартістю 15 мільйонів доларів США, що посідає п'яте місце в експорті традиційних китайських лікарських засобів після женьшеню, цинамону, кордицепсу і перцю. Фармакологічні властивості продуктів з повію звичайного вивчалися дослідниками у США, Італії та інших країнах, але жодних клінічних підтверджень їх чудодійності не знайдено. Навпаки, було виявлено набагато нижчі показники для вітаміну С та інших потенційно корисних компонентів, а також алергенність і у деяких імпортованих зразках — перевищення вмісту пестицидів.

## Розмноження та культивування
Повій культивують у країнах Європи, Середньої Азії і особливо широко в Китаї, де ним зайнято 13000 гектарів. Для культивування добре придатні чорноземи та суглинкові ґрунти. Розмножується поділом куща. У ландшафтному дизайні можна використовувати для живоплотів, закріплення схилів та для приваблювання птахів.

## Інші добре відомі види
- повій європейський (Lycium europaeum L., 1753)
- повій китайський (Lycium chinense Miller, 1768)